# Rożental
Rożental [rɔˈʐɛntal] (deutsch Rosenthal, 1942–45 Rosental) ist ein Dorf der Stadt-und-Land-Gemeinde Pelplin im Powiat Tczewski (Dirschau) der Woiwodschaft Pommern, Polen. Es hat 550 Einwohner.

## Geographische Lage
Rożental liegt an der Straße von Kulice (Kulitz) nach Pelplin (ul. Pelplińska). Die nächste größere Stadt ist das etwas nordwestlich von Pelplin gelegene Starogard Gdański (Preußisch Stargard). Der Ort liegt etwa 2 km südwestlich von Pelplin, 21 km südlich von Tczew und 51 km südlich von Gdańsk. Er befindet sich in der ethnokulturellen Region Kociewie in der historischen Region Pommerellen.
Zu Rożental gehört ein Weiler namens Janowo.

## Geschichte
Das Zisterzienserkloster von Pelplin wurde 1258 von Mönchen aus dem Mutterkloster in Doberan gegründet. Sie blieben hier bis zur Säkularisierung des Klosters im Jahr 1823.
Rosenthal, früher dem Kloster Pelplin gehörig, lag nach Säkularisierung des Klosters im Privatbesitz. Nur für dieses Dorf des Klosters Pelplin ließen sich Hinweise zu Gartenstellen finden. Überliefert sind sie bei Romuald Frydrychowicz.
Mit Urkunde vom 18. November 1292, ausgestellt in Schwetz, bestätigte Herzog Mestwin II. dem Kloster Oliva die Dörfer Raikau, Rathstube, Bresnow, Osterwiek und Schönwarling. Raikau wurde zwischen 1295 und 1314 mit deutschen Neusiedlern besetzt. 
1309 gelangte Pommerellen in den Besitz des Deutschen Ordens und somit zum Deutschordensstaat Preußen, der das Gebiet 1466 als Königliches Preußen an die Krone Polens abtreten musste. Von der Reformation blieb dieser Teil Pommerellens weitgehend unbeeinflusst, lediglich einige Mennoniten siedelten ab dem 17. Jahrhundert in der Gegend, sie verließen aber Westpreußen zwischen 1772 und 1870 wieder.
1772 kam Rosenthal vom Königlichen Preußen zum Königreich Preußen.
Der Eintrag in der Volständigen Topographie des Königreichs Preußen (1789) lautet: „Königl. Bauerdorf, Freischulzenamt und Krug.“ Das Dorf zählte 31 Feuerstellen.
Am 10. Januar 1920, nach dem Ersten Weltkrieg, wurden die Amtsbezirke Forstbezirk Pelplin und Pelplin und damit auch die Landgemeinde Rosenthal als Teil des so genannten Polnischen Korridors an Polen abgetreten.
Mit Wirkung vom 1. April 1942 erfolgte die Eingemeindung der Gemeinde Rosenthal und der Oberförsterei Pelplin in den Amtsbezirk Pelplin-Land.
In den Jahren 1975 bis 1998 gehörte Rosenthal zur Woiwodschaft Danzig.

## Persönlichkeiten
- Stanislaus Boryszewski, Prediger, 1803 zu Rosenthal bei Pelplin von polnischen und katholischen Eltern geboren.